# Прапор Хмільницького району
Пра́пор Хмі́льницького райо́ну — один з офіційних символів Хмільницького району Вінницької області, затверджений 24 грудня 2009 року рішенням сесії Хмільницької районної ради.

## Опис
Прапор являє собою прямокутне полотнище зі співвідношенням сторін 2:3, що складається з трьох горизонтальних смуг: блакитної, жовтої та зеленої у співвідношенні 1:2:1. У центрі жовтої смуги розташовано малий герб району.

## Історія

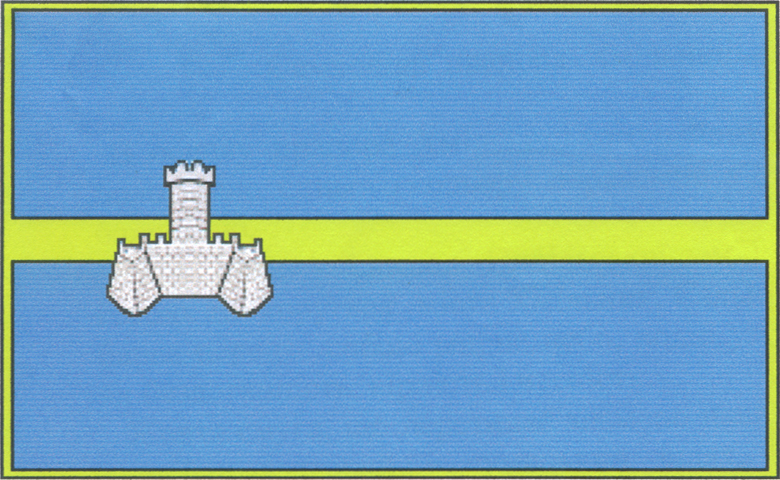
Прапор району до 2009 року

До рішення районної ради використовувався інший варіант прапора, що зображено на рисунку.